# Per Halle
Per Halle (* 6. Mai 1949 in Sandefjord) ist ein ehemaliger norwegischer Langstreckenläufer.
Bei den Europameisterschaften 1971 in Helsinki kam er über 10.000 Meter auf den 29. Platz.
1972 wurde er bei den Halleneuropameisterschaften in Grenoble Fünfter über 3000 Meter und bei den Olympischen Spielen in München Siebter über 5000 Meter.
Im Jahr 1974 belegte er bei den Crosslauf-Weltmeisterschaften in Monza den 17. Platz. Bei den Europameisterschaften in Rom erreichte er über 10.000 Meter nicht das Ziel.
Er wurde 1972 Norwegischer Meister über 5000 Meter und 1969 Norwegischer Hallenmeister über 3000 Meter.
Seine von ihm trainierte Tochter Gunhild Haugen war ebenfalls als Langstreckenläuferin erfolgreich.

## Persönliche Bestzeiten
- 3000 m: 7:50,6 min, 3. August 1972, Oslo
  - Halle: 7:57,4 min, 6. Februar 1972, Göteborg
- 5000 m: 13:27,6 min, 30. Juli 1974, Oslo
- 10.000 m: 28:23,4 min, 8. Juni 1974, Stockholm